# Акиннуойе-Агбадже, Адевале
Адева́ле Акиннуо́йе-Агба́дже (англ. Adewale Akinnuoye-Agbaje; р. 22 августа 1967, Лондон) — британский актёр. Известен по фильмам «Мумия возвращается» и «Идентификация Борна», а также по телесериалам «Остаться в живых» и «Тюрьма Оз».

## Биография
Акиннуойе-Агбадже родился в Ислингтоне (район Большого Лондона), его родители из Нигерии. У Адевале есть четыре сестры. Он свободно говорит на нескольких языках, включая английский, итальянский, суахили и язык йоруба (родной язык его родителей).
Адевале — выпускник Королевского колледжа Лондона, магистр юридических наук.
Впервые Адевале появился перед камерой в клипе на хит 1991 года «Jealousy» группы Pet Shop Boys. Позднее он стал известен благодаря роли Саймона Адебизи в телесериале «Тюрьма Оз» канала HBO, а также по роли мистера Эко в сериале канала ABC «Остаться в живых». За свою карьеру Акиннуойе-Агбадже появился во множестве фильмов, включая «Идентификацию Борна», где он сыграл свергнутого африканского диктатора. Адевале также участвовал в написании сценария к телесериалу «Africana!». Актёр упоминал, что собирается снять фильм о своей собственной жизни.
В 2014 году актёр присоединился к актёрскому составу пятого сезона сериала «Игра престолов».
В 2016 году сыграл роль Убийцы Крока в голливудском фильме "Отряд Самоубийц".

Актёр говорит, что целый день играет свою роль, чтобы лучше прочувствовать персонажа. 
«Единственный способ добиться нужного эффекта на съёмках, который я знаю — сфокусироваться»
 Известно, что Адевале попросил убрать мистера Эко из сериала «Остаться в живых» после потери обоих родителей.
Адевале исповедует буддизм и является членом Сока Гаккай.

## Награды
- «Премия Гильдии киноактёров США» — «Лучший актёрский состав драматического сериала» (Остаться в живых, 2005)

## Фильмография
| Год       |     | Русское название                       | Оригинальное название                       | Роль                       |
| --------- | --- | -------------------------------------- | ------------------------------------------- | -------------------------- |
| 1994      | с   | Дневники Красной Туфельки              | Red Shoe Diaries                            | студент                    |
| 1995      | с   | Полицейские под прикрытием             | New York Undercover                         | Клифф Рэмси                |
| 1995      | ф   | Дельта Венеры                          | Delta of Venus                              | Ясновидящий                |
| 1995      | ф   | Конго                                  | Congo                                       | Кахега                     |
| 1995      | ф   | Эйс Вентура 2: Когда зовёт природа     | Ace Ventura: When Nature Calls              | Хиту                       |
| 1996      | тф  | Смертельный рейс                       | The Deadly Voyage                           | Эммануэль                  |
| 1997      | тф  | 20000 льё под водой                    | 20000 Leagues Under the Sea                 | Кейб Аттакс                |
| 1997      | с   | Крэкер                                 | Cracker                                     | Джон До                    |
| 1997      | с   | Золотые крылья Пенсаколы               | Pensacola: Wings of Gold                    | Посол Одеку                |
| 1997—2000 | с   | Тюрьма Оз                              | Oz                                          | Саймон Адебизи             |
| 1998      | с   | Link’s (англ.)                         | Link’s                                      | Уинстон Ивелу              |
| 1998      | ф   | Легионер                               | Legionnaire                                 | Лютер                      |
| 2000      | тф  | Рабство: Правдивая история Фанни Кимбл | Enslavement: The True Story of Fanny Kemble | Джои                       |
| 2001      | ф   | Мумия возвращается                     | The Mummy Returns                           | Лок-На                     |
| 2001      | ф   | Lip Service (англ.)                    | Lip Service                                 | Себастион                  |
| 2002      | ф   | Идентификация Борна                    | The Bourne Identity                         | Никвана Вомбози            |
| 2004      | ф   | Девять жизней                          | Unstoppable                                 | Агент Юнод                 |
| 2005      | кор | Black/Blue (англ.)                     | Black/Blue                                  | The Target                 |
| 2005      | ф   | Разбогатей или умри                    | Get Rich or Die Tryin'                      | Маджестик                  |
| 2005      | ф   | Принцесса специй                       | The Mistress of Spices                      | Квези                      |
| 2005      | ф   | On the One (англ.)                     | On the One                                  | Булл Шарки                 |
| 2005—2006 | с   | Остаться в живых                       | Lost                                        | Мистер Эко                 |
| 2006      | с   | Джимми Киммел в прямом эфире           | Jimmy Kimmel Live!                          | играет себя                |
| 2009      | ф   | Бросок кобры                           | G.I. Joe: The Rise of Cobra                 | Хэви Дюти                  |
| 2009      | с   | Детектив Монк                          | Monk                                        | Сэмюэл Ваингая             |
| 2010      | ф   | Быстрее пули                           | Faster                                      | евангелист                 |
| 2011      | ф   | Профессионал                           | Killer Elite                                | «Агент»                    |
| 2011      | ф   | Нечто                                  | The Thing                                   | Дерек Джеймесон            |
| 2013      | ф   | Неудержимый                            | Bullet to the Head                          | Морель                     |
| 2013      | ф   | Тор 2: Царство тьмы                    | Thor: The Dark World                        | Алгрим Сильный / Курс      |
| 2014      | ф   | Помпеи                                 | Pompeii                                     | Аттикус                    |
| 2014      | ф   | Энни                                   | Annie                                       | Нэш                        |
| 2015      | с   | Игра престолов                         | Game of Thrones                             | Малко                      |
| 2015      | ф   | Защитник                               | Concussion                                  | Дэйв Дуэрстон              |
| 2015      | ф   | Трамбо                                 | Trumbo                                      | Вирджил Брукс              |
| 2016      | ф   | Отряд самоубийц                        | Suicide Squad                               | Уэйлон Джонс / Убийца Крок |
| 2017      | с   | Десять дней в долине                   | Ten Days in the Valley                      | Джон Бёрд                  |
| 2019      | с   | Правосудие                             | The Fix                                     | Севви Джонсон              |
| 2022      | ф   | Марлоу                                 | Marlowe                                     | Седрик                     |
| 2024      | ф   | Союз                                   | The Union                                   |                            |